# Liste von Mühlen im Wesenitztal
Die Liste von Mühlen im Wesenitztal  gibt eine Übersicht über die historischen Wassermühlen im Wesenitztal, unabhängig davon, ob sie noch existieren oder bereits verfallen und abgerissen sind.
Über 100 Mühlenstandorte an der Wesenitz und ihren Zuflüssen wurden hier erfasst. Bei Mühlen, die unter Denkmalschutz stehen, kann über die ID-Nummer der jeweilige Denkmaltext aus der sächsischen Denkmalliste aufgerufen werden.

## Legende
- Bild: zeigt ein Bild der Mühle und gegebenenfalls zusätzlich einen Link zu weiteren Fotos im Medienarchiv Wikimedia Commons.
- Bezeichnung: Name der Mühle und gegebenenfalls Bauwerksname des Kulturdenkmals
- Lage: Ortsteil bzw. Gemarkung sowie Straßenname und Hausnummer. Der Link Karte führt zur Kartendarstellung.
- Datierung: gibt das Jahr der Fertigstellung oder den Zeitraum der Errichtung an.
- Beschreibung: Angabe baulicher und geschichtlicher Einzelheiten, von Denkmaleigenschaften sowie ehemaligen Besitzern oder Bewohnern der Mühle
- ID: Falls die Mühle ein Kulturdenkmal ist, ist hier die ID-Nr. des Landesamts für Denkmalpflege Sachsen angegeben. Ein ggf. vorhandenes Icon  führt zu den Angaben bei Wikidata.

## Liste von Mühlen an der Wesenitz
Die historische Bedeutung der Mühlen als Einzeldenkmale ergibt sich aus dem Denkmaltext des Landesamts für Denkmalpflege Sachsen. Die Liste ist entsprechend der örtlichen Lage am Flusslauf von der Quelle zur Mündung gegliedert.
| Bild                                    | Bezeichnung                                                | Lage                                                   | Datierung         | Beschreibung | ID                       |
| --------------------------------------- | ---------------------------------------------------------- | ------------------------------------------------------ | ----------------- | --- | ------------------------ |
| Direkt Bild zu diesem Denkmal hochladen | Brettmühle Christoph Bihm                                  | (Karte)                                                | 1595              | ehem. Brettmühle Christoph Bihm (auch Christof Bem Brettmühle), vermutlich im 30-jährigen Krieg zerstört, nach 1650 nicht mehr erwähnt. | Wikidata-Objekt anzeigen |
| Weitere Bilder                          | Wesenitzmühle Steinigtwolmsdorf                            | Steinigtwolmsdorf, Wesenitzweg 2 (Karte)               | 1836              | ehem. Wesenitzmühle, bis 1963 in Betrieb; Mühlenanwesen mit Wohnhaus (Umgebinde) und Auszüglerhaus; beide Gebäude im Obergeschoss Fachwerk, verkleidet, baugeschichtlich und ortsgeschichtlich von Bedeutung. | 09276158                 |
|                                         | Obermühle Steinigtwolmsdorf                                | Steinigtwolmsdorf, Mittelstraße 30 (Karte)             |                   | ehem. Obermühle Steinigtwolmsdorf am Dorfbach, jetzt Wohnhaus und Bäckerei | Wikidata-Objekt anzeigen |
|                                         | Andreas Thomas Brettmühle                                  | Ringenhain, an der Talsperre (Karte)                   |                   | ehem. Mühle des Andreas Thomas im Brettmühlenloch, vermutlich bereits im Dreißigjährigen Krieg zerstört, genaue Lage unklar |                          |
|                                         | Brettmühle Ringenhain                                      | Ringenhain, Industriegelände 1 (Karte)                 |                   | ehem. Brettmühle Ringenhain (verlegte Andreas Thomas Brettmühle), um 1904 hier an der Hauptstraße neu errichtet, jetzt Wohnhaus | Wikidata-Objekt anzeigen |
|                                         | Knochenmühle Ringenhain                                    | Ringenhain, Weifaer Straße (Karte)                     |                   | ehem. Knochenmühle im Wiesental Ringenhain, siehe auch |                          |
| Weitere Bilder                          | Mittelmühle oder Kunathmühle Ringenhain                    | Ringenhain, Wesenitzweg 7 (Karte)                      |                   | ehem. Mittelmühle oder Kunathmühle Ringenhain, 1960 stillgelegt, jetzt Wohnhaus | Wikidata-Objekt anzeigen |
|                                         | Grundmann-Mühle Ringenhain                                 | Ringenhain, Dresdner Straße 12 (Karte)                 | 1843              | ehem. Grundmann-Mühle (auch Poltermühle) Ringenhain, 1943 stillgelegt, jetzt Wohnhaus | Wikidata-Objekt anzeigen |
| Weitere Bilder                          | Hustemühle Ringenhain                                      | Ringenhain, Dresdner Straße 24 (Karte)                 |                   | ehem. Hustemühle (auch Balthasar König Brettmühle) Ringenhain, 1965 stillgelegt, jetzt Wohnhaus | 09289176                 |
| Weitere Bilder                          | Steinmühle Ringenhain                                      | Ringenhain, Hainweg 5 (Karte)                          |                   | ehem. Schneidemühle, jetzt Wohnhaus | Wikidata-Objekt anzeigen |
| Weitere Bilder                          | Buschmühle Neukirch                                        | Neukirch/Lausitz, Talweg 2 (Karte)                     | 1827              | ehem. Buschmühle (auch Georg Herolds Brettmühle), bereits vor 1914 zum metallverarbeitenden Betrieb umgebaut. Wohnhaus (Umgebinde) eines Mühlenanwesens; baugeschichtlich und sozialgeschichtlich von Bedeutung. | 09288743                 |
| Weitere Bilder                          | Weitzmann-Mühle                                            | Neukirch/Lausitz, Leibingerstraße 30 (Karte)           | 1883              | ehem. Mühle, später Kofferfabrik, danach Abriss | 09288749                 |
| Weitere Bilder                          | Obermühle Neukirch                                         | Neukirch/Lausitz, Wilthener Straße 43 (Karte)          | 1922              | ehem. Obermühle (auch Richtermühle) Neukirch; Wohnmühlenhaus; baugeschichtlich von Bedeutung. | 09288769                 |
|                                         | Kleppermühle                                               | Neukirch/Lausitz, Wilthener Straße 37 (Karte)          |                   | ehem. Mühle, in den 1930er Jahren stillgelegt, jetzt Wohnhaus | Wikidata-Objekt anzeigen |
|                                         | Pappmühle                                                  | Neukirch/Lausitz, Wilthener Straße 38 (Karte)          |                   | ehem. Pappmühle (auch Garthmühle) Neukirch, ehem. Papiermühle, jetzt Wohnhaus | Wikidata-Objekt anzeigen |
| Weitere Bilder                          | Säge- und Hobelwerk A. Hensel Neukirch                     | Neukirch/Lausitz, Bruno-Stiebitz-Str. 53 (Karte)       | nach 1870         | urspr. Lohmühle (auch Henselmühle), später Sägemühle; Sägewerk bestehend aus Produktionsgebäude mit Vorplatz einschließlich Pflasterung und Resten der Gleisanlagen, Maschinen- und Kesselhaus sowie technischer Ausstattung, einschließlich Transmission; weitgehend authentisch erhaltenes Ensemble als Zeugnis für Sägewerksbau der 1930er Jahre, insbesondere die von der Maschinenbaufabrik und Eisengießerei J.G. Berthold Neukirch/Lausitz hergestellte Vollgattersäge von ortsgeschichtlicher sowie technikgeschichtlicher Bedeutung. | 09288811                 |
| Weitere Bilder                          | Angermühle Neukirch                                        | Neukirch/Lausitz, Naundorfer Straße 1 (Karte)          |                   | ehem. Angermühle mit angebauter Schneidemühle, später Sägewerk Heber, jetzt Wohnhaus | Wikidata-Objekt anzeigen |
| Weitere Bilder                          | Mittelmühle Neukirch                                       | Neukirch/Lausitz, Hauptstraße 84 (Karte)               | 1628              | ehem. Mittelmühle Neukirch, bis 1954 in Betrieb; Wohnhaus, Mühle und Mühlgraben sowie Wehr und rückwärtige Stützmauer; baugeschichtlich und technikgeschichtlich von Bedeutung. | 09288693                 |
|                                         | Niedermühle Neukirch                                       | Neukirch/Lausitz, Südstraße 7 (Karte)                  |                   | ehem. Niedermühle (auch Lochmühle), 1893 stillgelegt, später Ausbau zum Wohnhaus. Gegenüber in der Südstraße 12 / Dorfweg entstand 1886/1900 eine Lederfabrik. | Wikidata-Objekt anzeigen |
|                                         | Güttlermühle Neukirch                                      | Neukirch/Lausitz, Dresdener Straße 29 (Karte)          |                   | ehem. Güttlermühle Neukirch, Brettmühle bis 1948, jetzt Wohnhaus | 09288910                 |
| Weitere Bilder                          | Knochenmühle Neukirch                                      | Neukirch/Lausitz, Wiesenstraße 10 (Karte)              | Mitte 19. Jh.     | ehem. Lohgerber- und Knochenmühle (auch Lehmann-Lohmühle) Neukirch; Wohnstallhaus, Mühle und Mühlentechnik; baugeschichtlich und technikgeschichtlich von Bedeutung. | 09288924                 |
|                                         | Mahlmühle, Säge- und Hobelwerk Gustav Wobst Putzkau        | Putzkau, Zittauer Straße 43 (Karte)                    | 1840              | ehem. Brettmühle (auch Wobst-Mühle) Putzkau, 1955 stillgelegt; Mühlengebäude mit Mühlentechnik, verbretterter Fachwerkbau mit Lehmausfachung, Krüppelwalmdach, innen noch altes Sägewerk, baugeschichtlich und technikgeschichtlich von Bedeutung. | 09276008                 |
| Weitere Bilder                          | Hartmannmühle oder Obermühle Putzkau                       | Putzkau, Neukircher Straße 56 (Karte)                  |                   | ehem. Hartmannmühle oder Obermühle Putzkau, jetzt Wohnhaus, nicht mehr unter Denkmalschutz | Wikidata-Objekt anzeigen |
| Weitere Bilder                          | Mittelmühle Putzkau                                        | Putzkau, Mühlenstraße 1 (Karte)                        |                   | ehem. Hof- oder Hebermühle des ehem. Ritterguts Putzkau | Wikidata-Objekt anzeigen |
|                                         | Niedermühle Putzkau                                        | Putzkau, Dresdener Straße (Karte)                      |                   | ehem. Niedermühle Putzkau, Säge- und Mahlmühle, in den 1950er Jahren stillgelegt, in den 1990er Jahren abgerissen (wüst), genaue Lage unklar | Wikidata-Objekt anzeigen |
|                                         | Fischermühle Belmsdorf                                     | Bischofswerda, Fischermühle (Karte)                    |                   | ehem. Fischermühle Belmsdorf, später Bäckerei, jetzt Autowerkstatt | Wikidata-Objekt anzeigen |
|                                         | Belmsdorfer Mühle                                          | Belmsdorf, Alte Belmsdorfer Straße 62 (Karte)          |                   | ehem. Belmsdorfer Mühle (auch Schmelzermühle), Mahl- und Schneidemühle, ab 1918 Sägewerk Schmelzer (Alte Belmsdorfer Straße 39), jetzt Wohnhaus und Gaststätte | Wikidata-Objekt anzeigen |
|                                         | Haugwitzmühle Bischofswerda                                | Bischofswerda, Horkaer Weg (Karte)                     |                   | ehem. Haugwitzmühle Bischofswerda, urspr. im Besitz der Herren von Haugwitz, abgerissen, genaue Lage unklar | Wikidata-Objekt anzeigen |
| Direkt Bild zu diesem Denkmal hochladen | Galckmühle Bischofswerda                                   | Bischofswerda, Schmöllner Weg (Karte)                  |                   | ehem. Mühle, genaue Lage unklar, abgerissen | Wikidata-Objekt anzeigen |
|                                         | Mühle Bischofswerda                                        | Bischofswerda, Färbergasse 3 (Karte)                   | nach 1813         | ehem. Mühle, heute Wohnhaus, baugeschichtlich und ortsgeschichtlich von Bedeutung. | 09285897                 |
| Direkt Bild zu diesem Denkmal hochladen | Alte Stadtmühle Bischofswerda                              | Bischofswerda, Bahnhofstraße 14-16 (Karte)             |                   | ehem. Stadtmühle, 1822 Übernahme durch den Textilfabrikanten Friedrich Gottlob Herrmann und Umwandlung in eine Wollspinnerei, später abgerissen und 1935 durch Neubau (Wohnhaus) ersetzt, genaue Lage unklar | Wikidata-Objekt anzeigen |
| Direkt Bild zu diesem Denkmal hochladen | Brettmühle Bischofswerda                                   | Bischofswerda, Stolpener Straße (Karte)                |                   | ehem. Brettmühle Bischofswerda, um 1850 Lagerhaus der Tuchfabrik F. G. Herrmann & Sohn | Wikidata-Objekt anzeigen |
|                                         | Walkmühle Bischofswerda                                    | Bischofswerda, Beethovenstraße (Karte)                 |                   | ehem. Mahl- und Walkmühle Bischofswerda, um 1900 abgebrannt, genaue Lage unklar | Wikidata-Objekt anzeigen |
|                                         | Wiesenmühle Bischofswerda                                  | Bischofswerda, Dresdener Straße 49-55 (Karte)          | 1687              | ehem. Wiesenmühle Bischofswerda, ab 1873/74 Möbelfabrik, Gebäude noch vorhanden | Wikidata-Objekt anzeigen |
|                                         | Hentschelmühle; Walkmühle Weickersdorf                     | Weickersdorf, Stolpener Straße 4 (Karte)               |                   | ehem. Hentschelmühle Weickersdorf (Walkmühle), jetzt Ruine | Wikidata-Objekt anzeigen |
|                                         | Mahlmühle Goldbach                                         | Goldbach, Dresdener Landstraße 2 (Karte)               |                   | ehem. Mahlmühle Goldbach, später Tuchfabrik, jetzt Wohnhaus | Wikidata-Objekt anzeigen |
|                                         | Papierfabrik Bunte                                         | Weickersdorf, Zur Bunte 2-5 (Karte)                    |                   | ehem. Mühle, später Buntpapierfabrik, genannt „Bunte“ | Wikidata-Objekt anzeigen |
|                                         | Großharthauer Rittergutsmühle                              | Großharthau, Am Volkspark 6 (Karte)                    |                   | ehem. Mühle, jetzt Wohnhaus | 09288606                 |
|                                         | Paradiesmühle; Industriemühle Großharthau                  | Großharthau, Mühlenweg 8-8a (Karte)                    | um 1873           | ehem. Mühle, später Industriemühle, jetzt Wohnhaus. Mühle (Nr. 8) und Seitengebäude (Nr. 8a) sowie Mühlgraben mit Wehr; baugeschichtlich und ortsgeschichtlich von Bedeutung. | 09288571                 |
|                                         | Bühlauer Mühle                                             | Bühlau, Hauptstraße 59 (Karte)                         | 1904              | ehem. Bühlauer Mühle (auch Niedere Mühle bzw. Vitzthumsche Mühle genannt) an der Wesenitz, als Schneidemühle betrieben, urspr. im Besitz des Bischofs von Meißen bzw. später des sächsischen Kurfürsten, 1795 wird Johann Gottfried Wustmann als erster privater Eigentümer der Mühle genannt, 1822 abgebrannt, bis 1935 im Familienbesitz der Familie Wächter, Weiterbetrieb als Sägewerk, jetzt Wohnhaus. Wohnmühlenhaus mit angebautem Technikgebäude einer ehemaligen Wassermühle; baugeschichtlich, ortsgeschichtlich und technikgeschichtlich von Bedeutung. | 09276103                 |
|                                         | Arnholdsmühle Schmiedefeld                                 | Schmiedefeld, Hauptstraße 78 (Karte)                   |                   | ehem. Mühle, jetzt Wohnhaus | Wikidata-Objekt anzeigen |
|                                         | Schmiedefelder Mühle                                       | Schmiedefeld, Hauptstraße 76 (Karte)                   |                   | ehem. Mühle, später Schumannsche Pappenfabrik, jetzt Firma Sanha GmbH. Siehe auch: Anmerkungen zu Mühlen der Müllerfamilie Bienert. | Wikidata-Objekt anzeigen |
|                                         | Scheibenmühle Schmiedefeld                                 | Schmiedefeld, Wesenitzweg 1 (Karte)                    |                   | ehem. Mühle, jetzt Wohnhaus | Wikidata-Objekt anzeigen |
| Weitere Bilder                          | Buschmühle Stolpen                                         | Rennersdorf-Neudörfel, Buschmühle 1 (Karte)            |                   | ehem. Schneidemühle, jetzt Wohnhaus | Wikidata-Objekt anzeigen |
| Weitere Bilder                          | Stadtmühle Stolpen; Jockelmühle                            | Rennersdorf-Neudörfel, Alte Berghäuser 1 (Karte)       | um 1850           | Mühlenanwesen mit Hauptgebäude längs der Straße, Mühlenanlagen (Mühlgraben, Wehr), Eiskeller auf der anderen Straßenseite und Denkmalsäule mit Reliefs; ortsgeschichtliche und wirtschaftsgeschichtliche Bedeutung und architekturhistorisch interessantes Zeugnis. | 09289869                 |
| Weitere Bilder                          | Brettmühle Rennersdorf                                     | Rennersdorf-Neudörfel, Mühlenweg 16 (Karte)            | 2. Hälfte 19. Jh. | Ortslage Neudörfel. Mühlengebäude, mit rückwärtigem Anbau; alte Ortslage Neudörfel, großer massiver Mühlenbau mit Steinsockel, Obergeschoss Fachwerk verbrettert, in Verlängerung Holzanbau, ortsgeschichtliche Bedeutung. | 09289866                 |
|                                         | Hofe-Mühle Rennersdorf                                     | Rennersdorf-Neudörfel, Alte Hauptstraße 6 (Karte)      | 1744              | Wohnhaus und Scheune eines ehem. Mühlenanwesens; wissenschaftlich-dokumentarische Bedeutung. | 09289872                 |
| Weitere Bilder                          | Neumühle Stolpen                                           | Stolpen-Altstadt, Pirnaer Landstr. 22 (Karte)          | 17./18. Jh.       | Wohnstallhaus mit Scheunenanbau im Winkel sowie Seitengebäude eines ehem. Mühlenanwesens; Seitengebäude mit Fachwerk-Obergeschoss, baugeschichtlich und ortsgeschichtlich von Bedeutung. | 09275863                 |
| Direkt Bild zu diesem Denkmal hochladen | Maschinenfabrik Stolpen                                    | Stolpen, Pirnaer Landstr. 24 (Karte)                   | 1854              | keine Mühle, aber Wasserkraftnutzung, jetzt Maschinenfabrik Stolpen GmbH |                          |
| Weitere Bilder                          | Obermühle Helmsdorf; Forkersche Mühle; Kappler-Mühle       | Helmsdorf, Wesenitzstraße 50 (Karte)                   |                   | ehem. Mühle, jetzt Kinder- und Jugendbegegnungszentrum | Wikidata-Objekt anzeigen |
|                                         | Niedermühle Helmsdorf                                      | Helmsdorf, Mittelweg 3 (Karte)                         |                   | ehem. Mühle, jetzt Sägewerk | Wikidata-Objekt anzeigen |
|                                         | Mühle Niederhelmsdorf                                      | Helmsdorf, Fabrikstraße 15 (Karte)                     | um 1800           | ehem. Mühle, jetzt Wohnstallhaus, Obergeschoss Fachwerk, vermutlich ehemalige Mühle, baugeschichtliche Bedeutung. | 09289825                 |
| Weitere Bilder                          | Buschmühle Helmsdorf                                       | Helmsdorf, Fabrikstraße 19-21 (Karte)                  |                   | ehem. Buschmühle Nieder-Helmsdorf, später Papierfabrik Petzold & Nickel, jetzt Fa. Unitec | Wikidata-Objekt anzeigen |
| Weitere Bilder                          | Geipelmühle Dittersbach                                    | Dürrröhrsdorf-Dittersbach, An der Mühle 35 (Karte)     | vor 1881          | Gemarkung Dittersbach. Geipelmühle, später Papierfabrik Dittersbach Hermann Geipel; Produktionsgebäude mit Anbau, Fabrikantenwohnhaus, Garage, Seiten-/Stallgebäude (Kontor) sowie Reste des Wasserbaues (Wehr) eines Mühlenanwesens; bau- und ortsgeschichtliche Bedeutung. | 09227483                 |
| Weitere Bilder                          | Rothe-Mühle oder Merlinmühle Dürrröhrsdorf                 | Dürrröhrsdorf-Dittersbach, An der Mühle 15 (Karte)     | 1827              | Mühlenensemble, bestehend aus Wohnhaus mit angebautem Mühlengebäude, Zwischentrakt, Siloturm und Mühlgraben; ortsgeschichtlich bedeutende Anlage. | 09276881                 |
| Weitere Bilder                          | Hofemühle Dittersbach                                      | Dürrröhrsdorf-Dittersbach, Hauptstraße 90 (Karte)      |                   | Ortslage Dittersbach. Ehem. Hofmühle vom Schloss Dittersbach, jetzt Wohnhaus | Wikidata-Objekt anzeigen |
| Weitere Bilder                          | Elbersdorfer Mühle                                         | Elbersdorf, Elbersdorfer Gasse 18-24 (Karte)           | um 1900           | Wohnmühlenhaus, weiteres Wohnhaus, Wohn- und Wirtschaftsgebäude und weiteres Mühlengebäude der Elbersdorfer Mühle sowie Stützmauer und Reste des Wasserbaues; ortshistorisch bedeutsames Ensemble. | 09254396                 |
| Weitere Bilder                          | Porschendorfer Mühle                                       | Porschendorf, Lindenstraße 17 (Karte)                  | 1849              | Porschendorfer Mühle oder Obermühle Porschendorf, bis 1998 in Betrieb; Mühle, Hauptgebäude mit Wirtschaftsgebäude, mit Mühlgraben und Wehren; Wirtschaftsgebäude z.T. Fachwerk, baugeschichtlich, ortsgeschichtlich und technikgeschichtlich von Bedeutung. | 09277861                 |
| Weitere Bilder                          | Winkelmühle Porschendorf                                   | Porschendorf (Karte)                                   | 1378              | ehem. Mühle, genaue Lage unklar, abgerissen, ab 1871 Pappenfabrik, jetzt Baustoffwerke, Wesenitz-Wehr noch vorhanden | Wikidata-Objekt anzeigen |
| Weitere Bilder                          | Wasserkraftwerk Niezelgrund                                | Lohmen, Niezelgrund (Karte)                            | 1887/88           | Wasserkraftwerk der Holzstoff- und Pappenfabrik Weber & Niezel, Lohmen; bestehend aus der Wehranlage, dem Triebwerkskanal samt Einlaufschütz (der Oberwasserkanal als Aquädukt, der Unterwasserkanal teils überwölbt ausgeführt) und dem Turbinenhaus sowie mehreren Uferstützmauern entlang der Wesenitz; Kraftwerksanlage der früheren Holzstoff- und Pappenfabrik Weber & Niezel, seit 2000 mit neuer technischer Ausstattung erneut in Betrieb, architektonisch aufwändige wasserbauliche Anlage, das Aquädukt ein imposantes, dem Lauf der Wesenitz mit leichter Krümmung folgendes Bauwerk aus Sandstein und Stampfbeton, bedeutendes Zeugnis der Energieerzeugung im Elbsandsteingebirge, mit der Ausführung des Triebwerkskanals als Aquädukt singulär im Gebiet der Sächsischen Schweiz und von großer technikgeschichtlicher Bedeutung. | 09254342                 |
| Weitere Bilder                          | Mühlenwerk Ernst Wauer; Wauermühle oder Hintermühle Lohmen | Lohmen, Mühlenstraße 7 (Karte)                         | 1915              | Walzenmühle Ernst Wauer. Mühle mit Mühlengebäude und Mühlgraben, Pflasterung im Hofbereich und vor der Mühle sowie Mühlentechnik, E-Werk der Mühle (siehe auch Unterm Schloß 5); Industriemühlengebäude im Reformstil der Zeit um 1910, ortshistorisch und technikhistorisch von Interesse. | 09254262                 |
|                                         | Elektrizitätswerk Ernst Wauer Lohmen                       | Lohmen, Unterm Schloß 5 (Karte)                        |                   | ehem. Elektrizitätswerk der Walzenmühle Ernst Wauer | Wikidata-Objekt anzeigen |
|                                         | Vordermühle oder Schlossmühle Lohmen                       | Lohmen, Unterm Schloß 1 (Karte)                        |                   | ehem. Papiermühle, jetzt Wohnhaus | Wikidata-Objekt anzeigen |
| Direkt Bild zu diesem Denkmal hochladen | Hammermühle Lohmen                                         | Lohmen, unterhalb der Daubaer Straße 16 (Karte)        |                   | ehem. Mühle, genaue Lage unklar, abgerissen | Wikidata-Objekt anzeigen |
| Weitere Bilder                          | Daubemühle Lohmen                                          | Lohmen, Daubemühle 1 (Karte)                           | 1886              | Mühle (drei Gebäude), Überfallwehr, zwei Mühlsteine, Mühlgraben und Brücke über die Wesenitz sowie zwei in den Fels gehauene Wappen; ortsgeschichtlich und technikgeschichtliche Bedeutung. | 09254299                 |
| Weitere Bilder                          | Lochmühle Lohmen                                           | Mühlsdorf, Lochmühlenweg (Karte)                       | 1828              | Mühlenanwesen (früher auch Gasthof, zwei Gebäude) mit Wehr, Mühlgraben, Bogenbrücke über die Wesenitz und Brücke über einen zufließenden Bach; einer der ersten Mühlengasthöfe in der Sächsischen Schweiz, tourismusgeschichtliche und baugeschichtliche Bedeutung. | 09254290                 |
| Weitere Bilder                          | Elektrizitätswerk Copitz                                   | Mühlsdorf, Lochmühlenweg (Karte)                       | 1894              | Ehemaliges Elektrizitätswerk mit Resten des Krafthauses mit zwei Turbinen und Maschinenhausanbau, verrohrtem und unterirdisch verlaufendem Obergrabeneinlauf, Schützenanlage, Untergraben, sowie Stromleitungsmasten; Wasserzufuhr durch Betonröhre von der Lochmühle, versorgungsgeschichtliche, ortsgeschichtliche und technikgeschichtliche Bedeutung. | 09303718                 |
| Weitere Bilder                          | Liebethaler Mühle                                          | Liebethal, Liebethaler Grund 22 (Karte)                | 1826              | Mühle, später Papier- und Pappenfabrik, gesamte Anlage mit allen Gebäuden und technischen Einrichtungen, darunter das hohe Mühlengebäude, Stützmauern, Reste des Mühlgrabens und Wehr mit Ablassschütz, der Mühlenkanal, von der Ausstattung im Kesselhaus zwei historische Dampferzeuger; ortsgeschichtlich und technikgeschichtlich von Bedeutung. | 09220556                 |
|                                         | Grundmühle Hinterjessen mit Obermühle                      | Hinterjessen, Altjessen 81 und 83 (Karte)              | ab 1800           | Grundmühle (Nr. 81) mit Obermühle (Nr. 83), gesamte Anlage mit allen Gebäuden und technischen Einrichtungen, darunter ein großes Mühlengebäude aus unverputzten Sandsteinen, das parallel dazu befindliche Nebengebäude mit verbrettertem Giebel, die Wohngebäude mit Fachwerkobergeschoss, die Hintergebäude, die große massive Scheune, die gesamte Sandsteinhofpflasterung, der Wesenitz-Mühlgraben (dieser teilweise zugeschüttet, vollständig erhalten unter dem großen Mühlengebäude), das Wehr, im vorderen Bereich eine steinerne Bogenbrücke und die Sandstein-Ufereinfassung des Mühlenkanals und des Baches; technikgeschichtlich, ortsgeschichtlich, künstlerisch, baugeschichtlich und wissenschaftlich von Bedeutung. | 09221033                 |
| Direkt Bild zu diesem Denkmal hochladen | Talmühle Hinterjessen                                      | Jessen, Altjessen 82 (Karte)                           |                   | ehem. Mühle, jetzt Wohnhaus |                          |
| Weitere Bilder                          | Dietzmühle Hinterjessen                                    | Hinterjessen, Tannenweg 23 (Karte)                     | um 1910           | Mühle mit allen Gebäuden, darunter der hohe Mühlen-Hauptbau, Wohngebäude und die Einfriedungsmauer; baugeschichtlich, technikgeschichtlich und ortsgeschichtlich von Bedeutung. | 09221027                 |
|                                         | Brückmühle Copitz                                          | Pirna-Copitz, An der Brückmühle 2 (Karte)              |                   | ehem. Brückmühle, jetzt Ruine | Wikidata-Objekt anzeigen |
| Weitere Bilder                          | Neumühle Copitz                                            | Pirna-Copitz, Birkwitzer Straße / Neumühlenweg (Karte) | 1845              | ehem. Mühle, genaue Lage unklar, abgerissen (wüst) | Wikidata-Objekt anzeigen |
| Weitere Bilder                          | Pratzschwitzer Mühle                                       | Pratzschwitz, Pratzschwitzer Straße 102 (Karte)        | Ende 19. Jh.      | Mühle mit großem Mühlengebäude, Verwaltungsbau, Wehranlage am Mühlgraben und daneben stehendem Bau sowie allen Einfriedungs- und Grundmauern; ortsgeschichtlich und technikgeschichtlich von Bedeutung. | 09229982                 |

## Liste von Mühlen an Zuflüssen der Wesenitz
Die Liste der ehemaligen Mühlen ist entsprechend der örtlichen Lage von der Quelle bis zur Mündung in die Wesenitz gegliedert.
| Mühlen am Weifaer Bach und am Roten Floß         |                                                              |                                                               |                    | |                          |
| Direkt Bild zu diesem Denkmal hochladen          | Mühle Weifa                                                  | Weifa, Hauptstraße 44 (Karte)                                 |                    | ehem. Mühle Weifa, am Weifaer Bach, genaue Lage unklar |                          |
|                                                  | Georgsmühle Neukirch                                         | Neukirch/Lausitz, Georgenbadstraße 30 (Karte)                 |                    | ehem. Georgsmühle Neukirch, mehrfach abgebrannt, nach 1926 Wohnhaus und Scheune errichtet | Wikidata-Objekt anzeigen |
|                                                  | Valtenmühle Niederneukirch                                   | Neukirch/Lausitz, Valtentalstraße 2 (Karte)                   | um 1880            | ehem. Valtenmühle Niederneukirch am Roten Floß, urspr. Mahlmühle (bis 1938) und Sägemühle (bis 1948), jetzt Wohnhaus; Fabrikantenvilla, Stall und Produktionsgebäude mit Durchfahrt einer ehemaligen Mühle; baugeschichtlich und ortsgeschichtlich von Bedeutung. | 09288733                 |
|                                                  | Harthmühle Niederneukirch                                    | Neukirch/Lausitz, Harthstraße 4 (Karte)                       | 1. Hälfte 19. Jh.  | ehem. Harthmühle Niederneukirch am Roten Floß, 1955 stillgelegt; Wohnhaus und Nebengebäude eines Mühlenanwesens; ortsgeschichtlich von Bedeutung. | 09288902                 |
| Mühlen am Wiedwasser                             |                                                              |                                                               |                    | |                          |
| Direkt Bild zu diesem Denkmal hochladen          | Buschmühle Putzkau                                           | Putzkau, bei Ziegelbergstraße 23 (Karte)                      |                    | ehem. Buschmühle Putzkau am Wiedwasser, beim Jagdhaus (wüst). |                          |
| Direkt Bild zu diesem Denkmal hochladen          | Neumann Brettmühle                                           | Putzkau, Ottendorfer Straße 26 (Karte)                        |                    | ehem. Neumann Brettmühle in der Vogelhäuser-Siedlung, bis 1968 in Betrieb, am Vogelhäuser Bach. |                          |
| Mühlen am Geißmannsdorfer Bach                   |                                                              |                                                               |                    | |                          |
| Direkt Bild zu diesem Denkmal hochladen          | Mühle Geißmannsdorf                                          | Geißmannsdorf, Geißmannsdorfer Straße 68 (Karte)              |                    | ehem. Mühle Geißmannsdorf am Geißmannsdorfer Bach, genaue Lage unklar | Wikidata-Objekt anzeigen |
| Mühlen am Weickersdorfer und Großdrebnitzer Bach |                                                              |                                                               |                    | |                          |
|                                                  | Weickersdorfer Mühle                                         | Weickersdorf, Weickersdorfer Straße 12 (Karte)                | 1830               | ehem. Weickersdorfer Mühle am Weickersdorfer Bach; Mühlenanwesen einer ehemaligen Schneid- und Mahlmühle mit östlichem Wohnhaus und altem Mühlengebäude (südlich) im rechten Winkel (letzteres mit historischer Mühlentechnik) sowie späterem dreigeschossigen Mühlengebäude (ebenfalls mit Resten technischer Ausstattung) und westlich angebauter Radkammer, Hofpflaster und Einfriedung; baugeschichtlich, ortsgeschichtlich und technikgeschichtlich von Bedeutung.                               | 09276216                 |
| Weitere Bilder                                   | Obermühle Großdrebnitz                                       | Großdrebnitz, Großdrebnitzer Straße 81 (Karte)                |                    | ehem. Obermühle Großdrebnitz am Großdrebnitzer Bach | Wikidata-Objekt anzeigen |
| Weitere Bilder                                   | Kirchmühle Großdrebnitz                                      | Großdrebnitz, Großdrebnitzer Straße 34 (Karte)                | Ende 19. Jh.       | ehem. Kirchenmühle Großdrebnitz am Großdrebnitzer Bach; Wohnstallhaus; ohne Garagenanbau, Obergeschoss Fachwerk verputzt, an der Giebelseite ornamental verschiefert, weitgehend ursprüngliches Erscheinungsbild, baugeschichtlich von Bedeutung. | 09289503                 |
| Weitere Bilder                                   | Mühle Kleindrebnitz                                          | Kleindrebnitz, Kleindrebnitzer Straße 17 (Karte)              |                    | ehem. Mühle Kleindrebnitz am Großdrebnitzer Bach |                          |
|                                                  | Untere Mühle Kleindrebnitz                                   | Kleindrebnitz, Kleindrebnitzer Straße 1a (Karte)              |                    | ehem. Untere Mühle Kleindrebnitz am Großdrebnitzer Bach |                          |
| Mühlen an der Gruna                              |                                                              |                                                               |                    | |                          |
| Weitere Bilder                                   | Schloss- oder Hofemühle Rammenau                             | Rammenau, An der Waldscheibe 1 (Karte)                        |                    | ehem. Schloss- oder Hofemühle Rammenau (auch Schlangenmühle) an der Gruna |                          |
| Weitere Bilder                                   | Obermühle oder Brettmühle Rammenau                           | Rammenau, Johann-Gottlieb-Fichte-Straße 9 (Karte)             |                    | ehem. Brettmühle Rammenau an der Gruna (Brettmühlenteich), Schneidemühle und Mahlmühle, jetzt Wohnhaus (Denkmalschutz gestrichen) |                          |
| Direkt Bild zu diesem Denkmal hochladen          | Grützemühle und Knochenstampfe Rammenau („Mühle in der Aue“) | Rammenau, Aue (Karte)                                         |                    | ehem. Grützemühle und Knochenstampfe Rammenau an der Gruna, abgerissen (wüst), genaue Lage unklar |                          |
| Weitere Bilder                                   | Niedermühle Rammenau                                         | Rammenau, Am Niederteich 1 (Karte)                            |                    | ehem. Niedermühle Rammenau an der Gruna (Niederteich) |                          |
| Weitere Bilder                                   | Grunamühle Goldbach                                          | Goldbach, Goldbacher Straße 85 (Karte)                        | um 1850            | ehem. Grunamühle Goldbach an der Gruna; Wohnhaus eines Bauernhofes; ehemals Mühle, einfacher Putzbau mit Drempel, baugeschichtlich von Bedeutung. | 09276075                 |
|                                                  | Beigut-Mühle Frankenthal                                     | Frankenthal, Beigutstraße 12 (Karte)                          | 1796               | ehem. Beigut-Mühle an der Gruna, am Gutsverwalterhaus Frankenthal. Gutsverwalterhaus des Beiguts über rechtwinkligem Grundriss; Obergeschoss Fachwerk, teils Sichtfachwerk, teils verbrettert, Hofseite mit Laubengang, Krüppelwalmdach, baugeschichtlich und ortsgeschichtlich von Bedeutung. Beigutmühle (zeitweilig auch mit Schneidebetrieb) mit Nebengebäude. | 09289564                 |
|                                                  | Hustemühle Frankenthal                                       | Frankenthal, Mühlenweg 3 (Karte)                              | 19. Jh.            | ehem. Schneidemühle oder Hustemühle Frankenthal an der Gruna. Technische Anlage (inklusive Wasserrad) einer Mühle; technikgeschichtlich von Bedeutung. | 09289560                 |
| Weitere Bilder                                   | Hartmannmühle Frankenthal                                    | Frankenthal, Großharthauer Straße 4 (Karte)                   |                    | ehem. Frankenthaler Mühle oder Hartmannmühle Frankenthal an der Gruna |                          |
| Mühlen am Bühlbach und Lauterbach                |                                                              |                                                               |                    | |                          |
| Weitere Bilder                                   | Obermühle Bühlau                                             | Bühlau, Hauptstraße 3-3a (Karte)                              |                    | ehem. Obermühle Bühlau am Bühlbach | Wikidata-Objekt anzeigen |
|                                                  | Dorfmühle Bühlau                                             | Bühlau, Hauptstraße 27-31 (?) (Karte)                         |                    | ehem. Mühle Bühlau, genaue Lage unklar |                          |
|                                                  | Kirchmühle Lauterbach                                        | Lauterbach, Dorfstraße 68 (Karte)                             |                    | ehem. Kirchühle Lauterbach am Lauterbach, abgerissen (wüst) |                          |
| Direkt Bild zu diesem Denkmal hochladen          | Untere Mühle Lauterbach                                      | Lauterbach, bei Dorfstraße 4 (Karte)                          |                    | ehem. Untere Mühle Lauterbach am Lauterbach, abgerissen (wüst), genaue Lage unklar |                          |
| Direkt Bild zu diesem Denkmal hochladen          | Brettmühle Lauterbach                                        | Lauterbach (Karte)                                            |                    | ehem. Brettmühle Lauterbach am Lauterbach, genaue Lage unklar (wüst) |                          |
| Mühlen am Langenwolmsdorfer Bach                 |                                                              |                                                               |                    | |                          |
|                                                  | Alte Schmiede; Sägenschmiede Langenwolmsdorf                 | Langenwolmsdorf, Hauptstraße 90 (Karte)                       | 1835/1856          | ehem. Alte Schmiede; Sägenschmiede Schiekel Langenwolmsdorf am Langenwolmsdorfer Bach, Mühlenbetrieb bis 1968. Ehemalige Schmiede; Obergeschoss Fachwerk, Signet im Türsturz, an der Fassade Ringe zum Anbinden der Pferde, von orts- und bauhistorischer Bedeutung. | 09289807                 |
| Direkt Bild zu diesem Denkmal hochladen          | Obermühle Langenwolmsdorf                                    | Langenwolmsdorf, Hauptstraße 86 (?) (Karte)                   |                    | ehem. Obermühle Langenwolmsdorf am Langenwolmsdorfer Bach (auch Weißbach genannt), Mahlmühle, Schroterei und Quetsche, bis in die 1960er Jahre in Betrieb, genaue Lage unklar |                          |
| Direkt Bild zu diesem Denkmal hochladen          | Schleifmühle Langenwolmsdorf                                 | Langenwolmsdorf, Hauptstraße 78 (?) (Karte)                   | 1858               | ehem. Schleifmühle Langenwolmsdorf, bis 1928 in Betrieb, danach Bäckerei Venus, dann Konsumverkaufsstelle bis 1990, jetzt Wohnhaus, genaue Lage unklar |                          |
| Weitere Bilder                                   | Sägemühle Langenwolmsdorf                                    | Langenwolmsdorf, Bahnhofsweg 15 (Karte)                       | 1888               | ehem. Sägemühle Langenwolmsdorf am Langenwolmsdorfer Bach, später Sägewerk Reißig, Schneidemühle 1963 stillgelegt, ab 1985 im Besitz der BHG Neustadt, jetzt Tischlerei Mai |                          |
| Weitere Bilder                                   | Kirchmühle Langenwolmsdorf                                   | Langenwolmsdorf, Hauptstraße 44 (Karte)                       | 1559/1827          | ehem. Kirchmühle Langenwolmsdorf am Langenwolmsdorfer Bach, Mahl- und Schneidemühle, letztere 1913 stillgelegt, die Mahlmühle ist noch heute in Betrieb; Wohnstallhaus (ehemalige Mühle) und Wasserbau; rückseitig Fachwerk, Emblem mit zwei Löwen über der Tür, technik- und ortsgeschichtliche Relevanz, ortsbildprägend. | 09289769                 |
|                                                  | Niedermühle Langenwolmsdorf                                  | Langenwolmsdorf, Hauptstraße 23 (Karte)                       |                    | ehem. Niedermühle Langenwolmsdorf am Langenwolmsdorfer Bach, auch Benkenmühle oder Kettenschmiede genannt, als Schrot-, Quetsch- und Mahlmühle sowie für den Schmiedebetrieb genutzt, Mühlenbetrieb 1952 eingestellt, jetzt Wohnhaus. |                          |
|                                                  | Hofemühle Langenwolmsdorf                                    | Langenwolmsdorf, Hauptstraße 2 (Karte)                        | 1866               | ehem. Hofe- oder Freigutmühle des Freigutes Langenwolmsdorf am Langenwolmsdorfer Bach, Mahl- und Schrotmühle (auch Knochenstampfe), bis 1945 in Betrieb, 1968 abgerissen und durch einen Neubau (Mehrfamilien-Wohnhaus) ersetzt. |                          |
| Weitere Bilder                                   | Altmühle Stolpen                                             | Stolpen-Altstadt, Talstraße 40 (Karte)                        | 1927               | ehem. Alte Mühle, Getreidemühle am Langenwolmsdorfer Bach; Mühlenanwesen mit Mühlengebäude, Seitengebäude und Mühlgraben; Seitengebäude Obergeschoss Fachwerk, Mühlgraben mit Befestigung aus Sandsteinquadern, ortsgeschichtlich und wirtschaftsgeschichtlich von Bedeutung. | 09275873                 |
| Mühlen am Wilschdorfer Dorfbach                  |                                                              |                                                               |                    | |                          |
| Direkt Bild zu diesem Denkmal hochladen          | Mühle Wilschdorf                                             | Wilschdorf, Am Schulweg 3 (?) (Karte)                         |                    | ehem. Mühle Wilschdorf am Wilschdorfer Dorfbach, genaue Lage unklar |                          |
| Direkt Bild zu diesem Denkmal hochladen          | Mühle Wilschdorf                                             | Wilschdorf, Alte Hauptstraße 85 (?) (Karte)                   |                    | ehem. Mühle Wilschdorf am Wilschdorfer Dorfbach, genaue Lage unklar | 09275893                 |
| Mühlen am Stürzaer Bach                          |                                                              |                                                               |                    | |                          |
|                                                  | Obermühle Stürza                                             | Stürza, Hohnsteiner Straße 63 (Karte)                         |                    | ehem. Obermühle Stürza unterhalb vom Mühlteich am Querweg, am Erbgericht, vermutlich bei Nr. 63 |                          |
| Weitere Bilder                                   | Niedermühle Stürza                                           | Stürza, Hohnsteiner Straße 26 (Karte)                         |                    | ehem. Niedermühle Stürza am Stürzaer Bach | Wikidata-Objekt anzeigen |
| Weitere Bilder                                   | Mühle Dobra                                                  | Dobra, Dürrröhrsdorfer Straße 13; 15; 15a (Karte)             | 1851               | ehem. Mühle Dobra; Mühle, Wohnstallhaus und Wohnhaus der ehemaligen Mühle; Reste des Wasserbaus vorhanden, weitgehend im ursprünglichen Aussehen erhalten, exponierte Lage, baugeschichtlich und ortsgeschichtlich von Bedeutung. | 09254379                 |
| Mühlen am Schullwitzbach                         |                                                              |                                                               |                    | |                          |
| Weitere Bilder                                   | Hilms Mühle Schullwitz                                       | Schullwitz, Bühlauer Straße 20-22 (Karte)                     |                    | ehem. Hilms Mühle Schullwitz am Schullwitzbach, genaue Lage unklar, unterhalb vom Mühlteich bzw. Schulteich. Teich; in der Mitte durch Steg und hölzerne Brücke mit Sandsteinauflager in »Mühlteich« und »Schulteich« geteilt, ortsgeschichtlich von Bedeutung. | 09283554                 |
| Weitere Bilder                                   | Obermühle; Bienertmühle Eschdorf                             | Eschdorf, Pirnaer Straße 55 (Karte)                           | 2. Viertel 19. Jh. | ehem. Obere Mühle Eschdorf am Schullwitzbach (Getreidemühle). Mühlenkomplex mit Wohnhaus, Speicher und Anbau zur Straße sowie rückwärtigem Trakt einschl. Technik; Geburtsstätte Gottlieb Traugott Bienert (geb. 1813), markante Anlage einer älteren Wassermühle, auffällig das Wohnhaus mit Krüppelwalmdach und Serlio-Motiv im Giebel, baugeschichtlich, ortsgeschichtlich, personengeschichtlich und technikgeschichtlich bedeutend. Siehe auch: Anmerkungen zu Mühlen der Müllerfamilie Bienert. | 09283593                 |
| Weitere Bilder                                   | Niedermühle Eschdorf                                         | Eschdorf, Pirnaer Straße 76 (Karte)                           |                    | ehem. Niedermühle Eschdorf am Schullwitzbach; unter Denkmalschutz steht nur: Mühlengetriebe mit Kammrad; erhaltener Teil der Niederen Mühle, mit Bezeichnung 1817, technikgeschichtlich von Belang. | 09283585                 |
| Weitere Bilder                                   | Dorfmühle Dittersbach                                        | Dürrröhrsdorf-Dittersbach, Hauptstraße 11 (Karte)             |                    | ehem. Dorfmühle Dittersbach am Kalten Bach |                          |
| Weitere Bilder                                   | Leiermühle Dittersbach                                       | Dürrröhrsdorf-Dittersbach, Kleinwolmsdorfer Straße 10 (Karte) |                    | ehem. Leiermühle Dittersbach am Leiermühlenbach |                          |

## Landkarten-Archiv
- Messtischblatt Bischofswerda 418 (1910) (abgerufen am 24. Juli 2025)